# TV Brasil
TV Brasil est un réseau de télévision public brésilien. Le réseau a commencé ses activités le 2 décembre 2007, le jour du lancement officiel de la TNT au Brésil.

## Stations
Le réseau est présent, via ses propres stations, dans les États de Brasília (DF), Rio de Janeiro (RJ), São Paulo (SP), São Luís (MA), ainsi que dans 21 autres États par l'intermédiaire de stations de télévision affiliées.

## Évolutions du logo

Logo de 2008 à 2009.
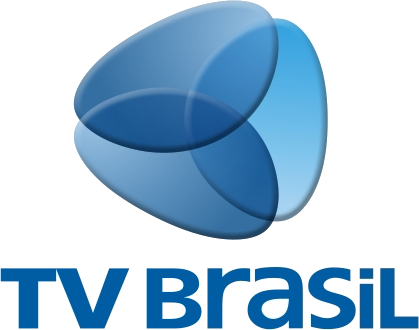
Logo de 2009 à 2012.
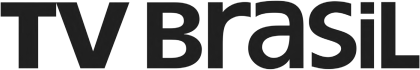
Logo de 2012 à 2019.
Logo de 2019 à 2023.
Logo depuis 2023.